# 埃利奥特·布洛克·罗斯福

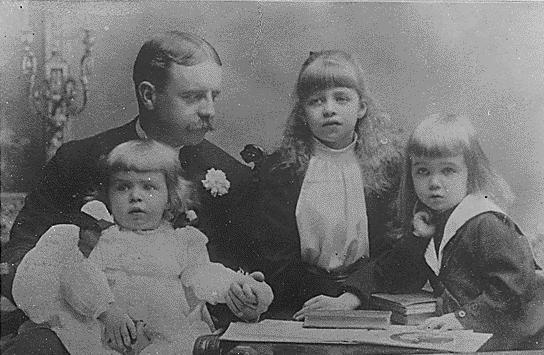
埃利奥特和他的三个孩子

埃利奥特·布洛克·罗斯福（Elliott Bulloch Roosevelt，1860年2月28日—1894年8月14日），美国总统狄奥多·罗斯福的胞弟，美国总统富兰克林·D·罗斯福妻子埃莉诺·罗斯福的父亲。

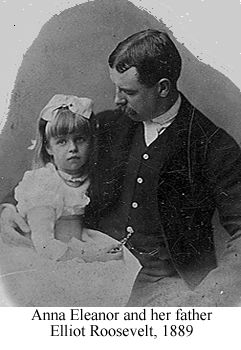
埃利奥特与他唯一的女儿安娜·埃莉诺

埃利奥特在老狄奥多·罗斯福和玛莎·布洛克的四个孩子中排行第三。
埃利奥特和安娜·霍尔·罗斯福共有育三个子女：埃莉诺·罗斯福、小埃利奥特·罗斯福和霍尔·罗斯福。其中埃莉诺后来成为美国第32任总统富兰克林·D·罗斯福的夫人。